# Pothoidium lobbianum
Pothoidium lobbianum là một loài thực vật có hoa duy nhất trong chi Pothoidium trong họ Ráy (Araceae). Loài này được Schott miêu tả khoa học đầu tiên năm 1857.